# Nidda
Nidda – miasto w Niemczech, w kraju związkowym Hesja, w rejencji Darmstadt, w powiecie Wetterau, nad rzeką Niddą. Miasto liczy 118,34 km². 30 września 2015 zamieszkiwało je 16 858 mieszkańców.

## Współpraca
Miejscowości partnerskie:
- Bad Kösen – dzielnica Naumburg (Saale), Saksonia-Anhalt
- Crest, Francja
- Cromer, Anglia
- Nida, Litwa
- Salandra, Włochy
- Weißenstein, Austria